# William Collins
William Collins (25. prosince 1721, Chichester, Sussex – 12. června 1759, tamtéž) byl anglický preromantický básník.

## Život
Narodil se v rodině kloboučníka. Nejprve studoval na internátní škole ve Winchesteru, kde uzavřel přátelství s Josephem Wartonem, a pak na Magdalen College Oxfordské univerzity. Roku 1743 obdržel bakalářskou hodnost, a protože nezískal stipendium na další studium, odešel do Londýna, aby se věnoval literatuře. Zde se seznámil s Jamesem Thomsonem a Samuelem Johnsonem a s hercem Davidem Garrickem.

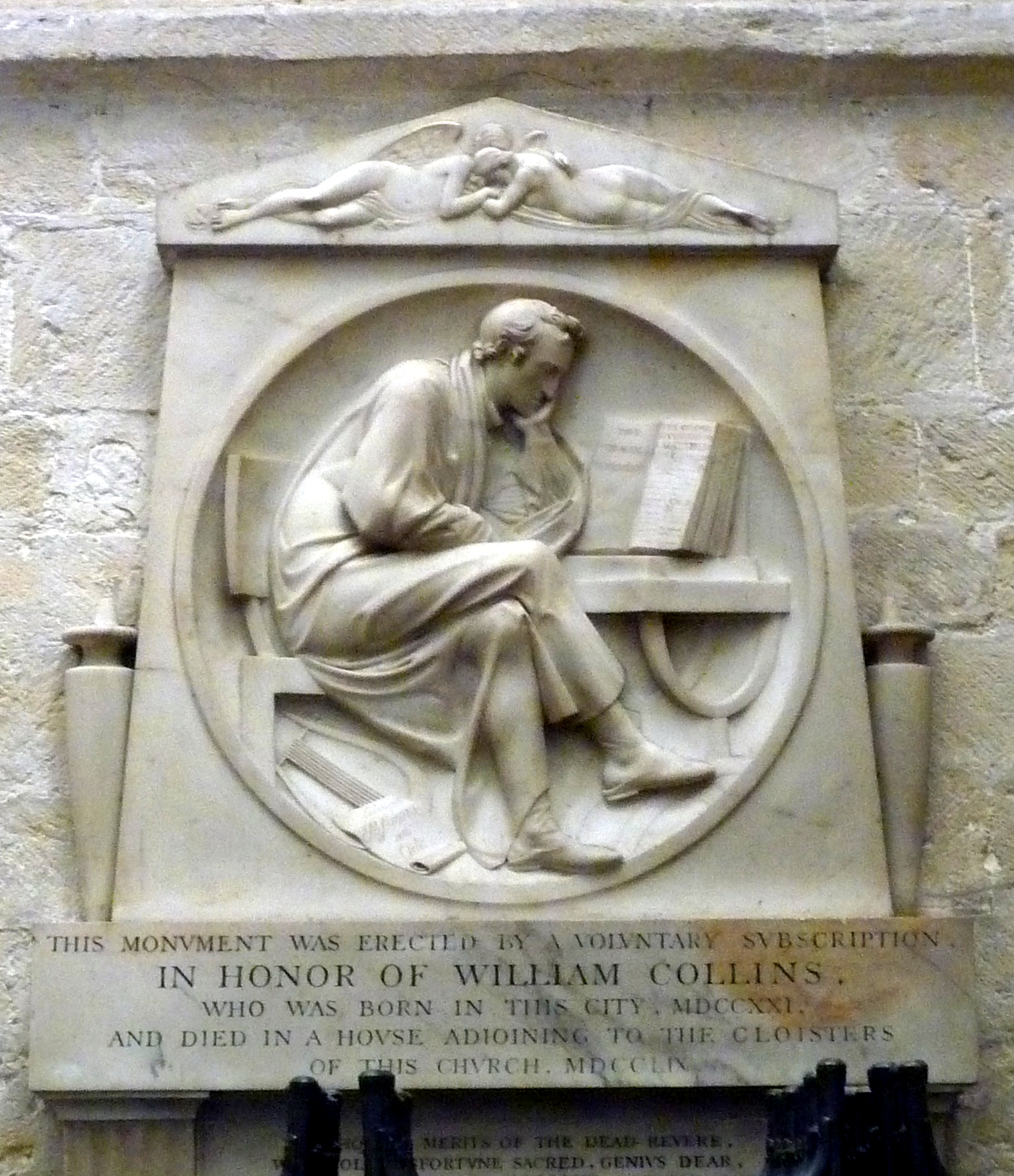
Collinsova pamětní deska v Kostele svatého Ondřeje v Chichesteru

Jíž v sedmnácti letech (roku 1742 během studia) vydal pastorální Perské eklogy (Persian Eclogues) navozující orientální atmosféru. Své nejvýznamnější dílo, Ódy na několik popisných a alegorických námětů (Odes on Several Descriptive and Allegoric Subjects) vydal roku 1746 společně s Josephem Wartonem. Zatímco Wartonova část se brzy dočkala druhého vydání, Collinsovy ódy se nedočkaly žádného většího uznání. V důsledku toho se Collins zhroutil a začal trpět depresivními stavy. Skoupil také všechny zbylé neprodané výtisky a zničil je.
Roku 1749 zdědil po strýci slušné jmění, což mu umožnilo splácet dluhy a podniknout několik výletů po Evropě. Jeho psychický stav se však neustále zhoršoval, až mu byla roku 1750 diagnostikována duševní choroba, která ho v průběhu dalších let, které strávil osamocený v domě své sestry v rodném Chichesteru, zničila natolik, že vedla k jeho předčasné smrti. Pochován byl v Kostele svatého Ondřeje v Chichesteru
Collins byl jedním z nejnadanějších anglických básníků 18. století. Jeho básně se vyznačují bohatstvím obraznosti a citu a dnes se považují za jedny z nejkrásnějších v anglické literatuře.